# Нигматов, Аскар Нигматуллаевич
Аскар Нигматуллаевич Нигматов (узб. Asqar Nigmatullayevich Nigmatov; родился 26 сентября 1954 года в городе Ташкенте, Узбекская ССР, СССР) — советский и узбекский учёный-географ и эколог, доктор географических наук, профессор. Отличник народного образования Республики Узбекистан (2002) и среднего специального профессионального образования Республики Узбекистан (2007).

## Образование
Аскар Нигматов родился в 1954 году в городе Ташкенте в семье педагога. В 1971 году окончил среднюю школу № 144 города Ташкента, а в 1976 году Географический факультет Ташкентского государственного университета (ныне Национальный университет Узбекистана имени Мирзо Улугбека) по специальности — «Географ. Учитель географии». После учёбы был приглашён на работу в Институт почвоведения и агрохимии (ИПА) Академии наук Узбекистана (РУз). В 1976—1977 годах изучал специальные предметы по почвоведению на Биолого-почвенном факультете ТашГУ. В 1978—1979 годах повышал квалификацию в МГУ им. М. В. Ломоносова и в Институте эрозии и орошения г. Баку. С 1976 по 1995 год прошел путь от старшего лаборанта лаборатории эрозии почв до заведующего отделом эрозии почв и техногенно-нарушенных земель ИПА АН РУз.
Прошёл аспирантуру в ИПА АН РУз (1980—1984) под руководством заведующего отделом эрозии почв, профессора Географического факультета МГУ М. Н. Заславского и профессора ИПА АН РУз Х. М. Махсудова. В 1985 году защитил кандидатскую диссертацию на тему «Заовраженные земли Ташкентской области и пути их мелиорации». Прошёл докторантуру (1990—1993) на Географическом факультете МГУ им. М. В. Ломоносова под научной консультацией профессора Г. А. Ларионова и в 1993 году защитил докторскую диссертацию на тему «Заовраженные и техногенно-нарушенные земли Узбекистана: географические аспекты их мелиорации и рекультивации».

## Педагогическую деятельность
Преподавать начал профессором кафедры гражданско-правовых дисциплин Академии МВД РУз (1995—1999). Затем работал: профессором кафедры экологического и сельскохозяйственного права Ташкентского государственного юридического института при Минюсте РУз (1999—2005), заведующей кафедрой физической географии Географического факультета НУУз им. Мирзо Улугбека (2004—2006), заведующей кафедрой экологии НУУз (2011—2012), профессором кафедры ботаники и экологии (2013—2014), заведующей кафедрой менеджмента в Институте повышения квалификации и переподготовки кадров системы среднего специального профессионального образования при Минобразовании РУз (2015—2018), профессором кафедры Менеджмента в Институте педагогических инноваций, переподготовки и повышения квалификации руководящих и педагогических кадров профессионального образования (ИПИППКРПКПО) при Министерстве высшего и среднего специального образования РУз (с 2018 до н.в.)
По совмещению работал: профессором кафедры Исламского права Ташкентского исламского университета при Кабмине РУз (2001—2005), научным консультантом учебного центра «Биоэкосан» при Министерстве народного образования РУз (2001—2005), заведующей кафедрой правоведения ТашГАУ при Минсельводхозе РУз (2002—2004), профессором кафедры гражданского права Центра подготовки судей при Минюсте РУз (2000—2004), профессором кафедры физической географии и методики географического образования НУУз при Минобразования РУз (2004—2009), профессором кафедры методики географического образования ТГПУ при Минобразования РУз (2005—2007), профессор кафедры естествознания ВПИ при НУУз им. Мирзо Улугбека при Минобразования РУз (2006—2011 и 2013—2016), профессором кафедры укологии и охраны окружающей среды ТИИМСХ (2015—2018), профессором кафедры естественных наук областного ИПКПШУ при Министерстве народного образования РУз (2015), профессором кафедры БЖД ТашФИ (2016—2017), профессором кафедры экологии НамГУ при Минобразования РУз (2015—2018), профессором кафедры экологии и географии ГулГУ при Минобразования РУз (с 2018) а также профессорами кафедры правоведении в четырёх университетах Казахстана и Кыргызстана (2000—2008).
2005—2011 годах был проректором по работе с АЛ и ПК НУУз им. Мирзо Улугбека при Минобразования РУз и координатором проректоров РУз по данному направлению цикла образования.

## Публикации
Автор и соавтор более 700 учебных, научных и научно-популярных работ, в том числе 14 монографий, 24 учебников, 29 учебных пособий, 28 учебно-методических и методических пособий, 22 книг и брошюр, 1 патента на изобретение, 8 авторских свидетельств, 3 программ ИКТ, 1 словаря, 14 тематических карт, более 400 научных и популярных статей и тезисов. 7 учебников и учебных пособий Нигматова в разные годы вошли в число победителей Республиканского конкурса «Лучшие учебники и учебная литература года» Президентского фонда «Истеъдод».[значимость факта?]

## Научная деятельность
Первым в республике выявил закономерности формирования и развития оврагов, а также региональные особенности техногенной деградации земель в различных географических условиях Узбекистана. Разработал научные основы мелиорации и рекультивации заовраженных и техногенно-нарушенных земель. В числе первых в Республике написал учебники «Экологическое право Узбекистана»,, «Земельное право Узбекистана», «Теоретические основы экологии», физической географии, геоэкологии и геотопонимики, Основы экотуризма и агротуризма. В мировой практике впервые разработал научно-практические основы географического туризма как самостоятельного вида туристической отрасли. Он выдвинул необходимость нового подхода к теории и истории географии на современном этапе устойчивого развития, создания регионального географического общества Средней Азии, идею единого экологического и географического образования для решения трансграничных проблем.[значимость факта?]

## Общественная деятельность
Нигматов вёл и ведёт активную деятельность Географическом и Философском обществ РУз, Экологическом движении Узбекистана. Он является членом редколлегий четырёх международных и пяти республиканских журналов. С 2002—2018 годах был активным членом Совета по присуждению учёных степеней Института географии Республики Казахстан по направлению «Физическая география и геоморфология», по направлению «Правоведение» при ТашГЮИ РУз, по направлению «Теория и методика обучения и воспитания (методика преподавания точных и естественных наук». В настоящее время является членом Учёных советов при НУУз им. Мирзо Улугбека и СамГУ им. Шарофа Рашидова, Научно-технического и общественного совета Госкомэкологии РУз, Международной молодёжной конкурсной комиссии стран СНГ.[значимость факта?]

## Ученики
Под его непосредственном руководством защитили диссертации 1 доктор и 1 кандидат юридических наук, 1 кандидат сельхоз наук, 2 кандидата педагогических наук, 11 кандидатов географических наук по специальностям: география, почвоведение, юриспруденция, педагогика, экология и охрана окружающей среды.[значимость факта?]

## Награды
- 2002 — Отличник народного образования Республики Узбекистан.
- 2007 — Отличник среднего специального профессионального образования Республики Узбекистан.